# Eustala nigerrima
Eustala nigerrima là một loài nhện trong họ Araneidae.
Loài này thuộc chi Eustala. Eustala nigerrima được Cândido Firmino de Mello-Leitão miêu tả năm 1940.